# مایکل پتری (بازیکن فوتبال)
مایکل پتری (انگلیسی: Michael Petri؛ زادهٔ ۲۳ نوامبر ۱۹۷۷) بازیکن فوتبال اهل آلمان است.
از باشگاه‌هایی که در آن بازی کرده‌است می‌توان به باشگاه فوتبال زاربروکن و باشگاه فوتبال اسنابروک اشاره کرد.